# 미라 B
미라 B(고래자리 VZ)는 변광성 미라의 동반성이다. 1918년 그 존재가 예측되었으며, 1923년 미국 천문학자 로버트 그랜트 에이트켄이 시각적인 관찰로 그 존재를 입증했다. 이 항성은 최근 찬드라 엑스선 관측선에 의해 다시 조사가 이루어졌다. 단, 이 동반성의 궤도는 정확히 밝혀지지 않았는데, 최근 안시쌍성궤도목록 6판에 수록된 자료에 따르면 공전주기는 약 500년이며 서기 2285년 경 근성점을 통과한다고 밝히고 있다. 히파르코스 위성의 시차 관측에 의거하면 미라 A와 미라 B는 평균 100 천문단위 떨어져 있다.
미라 B는 예전부터 매우 변덕스럽게 밝기가 변해 왔는데, 이는 미라의 표면에서 탈출한 물질들이 B의 주변에 강착 원반을 형성하고 있기 때문인 것으로 알려져 있다. 미라 B는 공생 변광성으로 불리기도 한다.

## 최근의 연구

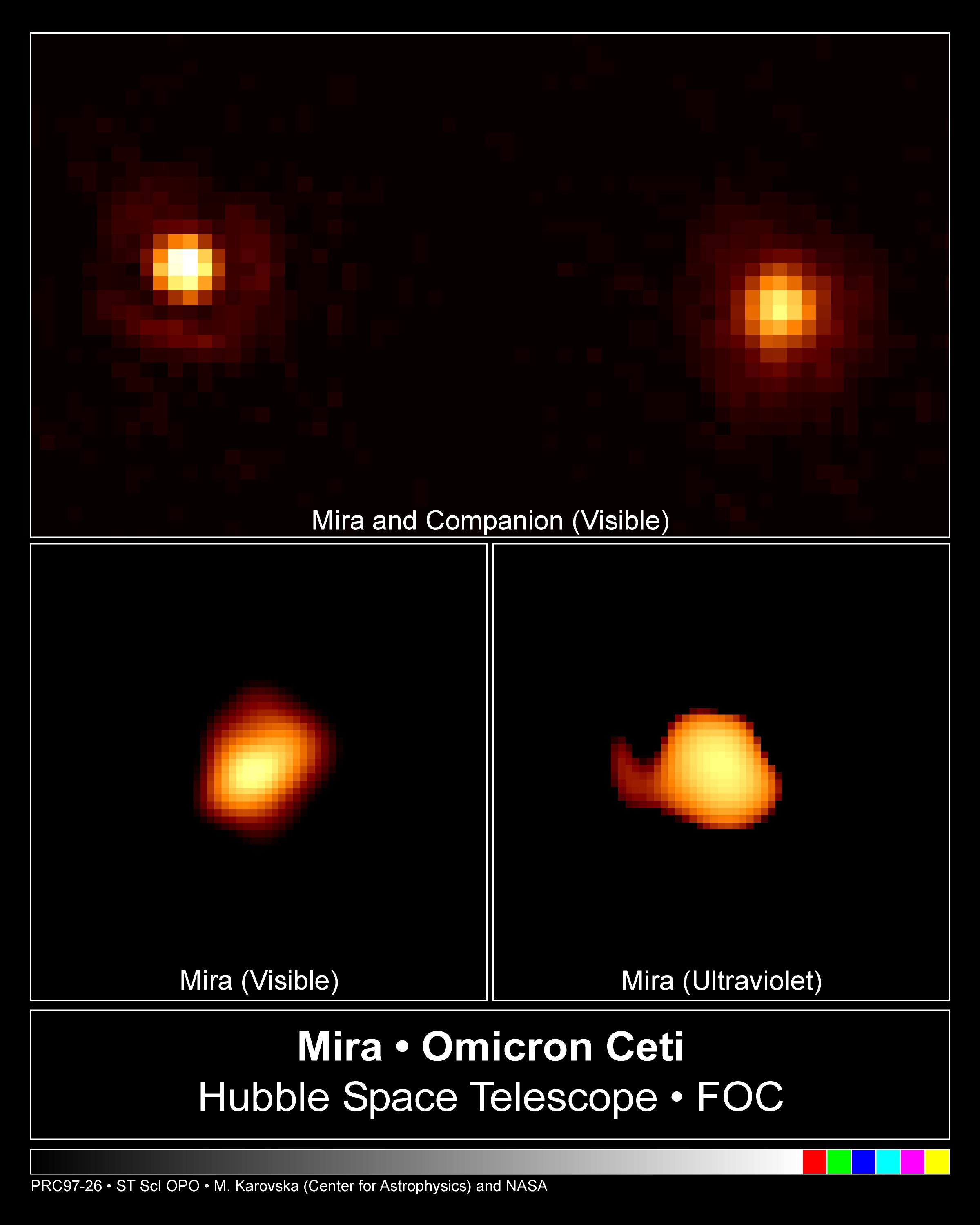
미라 항성계의 사진. 상단 사진이 미라 A와 미라 B임.

2007년 1월 W. M. 켁 천문대의 천문학자들은 미라 B 주위에 원시행성계 원반이 형성되어 있다고 발표했다. 이는 적외선 영역 관측을 통해 발견되었으며, 원반의 물질은 주성에서 탈출한 가스들로 이루어져 있었다. B 주위에 흘러든 물질의 양은 주성 질량의 1퍼센트에 달했다. 강착 원반이 성장하는 현 단계에서는 행성 생성 메카니즘이 진행되지 않을 것으로 보이지만, 일단 주성이 생명을 다하고 백색 왜성으로 축퇴되고 나면 행성계가 태어날 것으로 보고 있다.
종전 미라 B는 백색 왜성일 것으로 보는 시각이 우세했지만, 최근 연구 결과 이 별은 분광형 K의 주계열성으로 질량이 태양의 0.7배 정도인 것으로 밝혀졌다.

## 참고 문헌
1. ↑  
Robert Burnham, Jr., 번햄의 천체 핸드북, 제1권, (New York: Dover Publications, Inc., 1978), 637-8.
2. ↑  Ibid., 638.
3. ↑  James Kaler, The Hundred Greatest Stars, (New York: Copernicus Books, 2002), 121.
4. ↑  
"First Planet-Forming Disk Found in the Environment of a Dying Star." 보관됨 2007-01-28 - 웨이백 머신 08년 4월 4일 읽음.